# Gracyanne Barbosa
Gracyanne Jacobina Barbosa Vieira es una modelo de baile de samba brasileña y modelo de fitness. 

## Inicios de su carrera
Barbosa se mudó de su ciudad natal, Campo Grande, a Río de Janeiro a la edad de 16 para asistir a la escuela de leyes. Sin embargo, se enfrentó a dificultades financieras y comenzó a trabajar como bailarina, antes de unirse a la banda de axé, Tchakabum. Ella abandonó Tchakabum a finales del 2008, y lanza una carrera de modelaje.

## CarreraRainha de bateria
Barbosa ha sido sobre todo conocida por el público brasileño como una rainha de bateria para varias escuelas de samba en el Carnaval de Río de Janeiro y el Carnaval de São Paulo.
- 2007: GRES Acadêmicos do Salgueiro
- 2008: Estação Primeira de Mangueira
GRCSES Império de Casa Verde
- 2009: Estação Primeira de Mangueira
Império de Casa Verde
- 2010: Unidos de Vila Isabel
Império de Casa Verde
- 2011: Paraíso do Tuiuti
Império de Casa Verde
- 2012: Unidos da Tijuca
- 2013: Estação Primeira de Mangueira
- 2014-2016: X-9 Paulistana
- 2018-:União da Ilha do Governador

## Revistas
Barbosa, que había aparecido en la portada de la edición de la Playboy Brasileña en febrero de 2007, también posó para la portada de la Revista Sexy de diciembre de 2011.

## Fama en internet
En 2012, fotos de Barbosa haciendo sentadillas y un video ejercitándose fueron subidas a redes sociales. El gran peso levantado por Barbosa mientras realizaba las sentadillas (más de 200 kilogramos), causó revuelo en los foros de ejercicio por meses, llevando a debates en sitios web populares, como bodybuilding.com, donde se cuestionaba la autenticidad de dicho peso.

## Vida personal
El 18 de mayo de 2012, Barbosa contrajo matrimonio con el pagode y cantante de samba, Belo; quien estuvo formalmente casado con Viviane Araújo, otra famosa rainha de bateria. La ceremonia se llevó a cabo en la Candelária Church de Río de Janeiro.